# 動員戡亂時期自由地區中央公職人員增選補選辦法
中華民國國會的增選補選與增加名額選舉為中華民國政府因第二次国共内战遷臺後至1990年代臺灣民主化前舉行的有限度中央民意代表選舉。該類選舉的法源為第一屆國民大會制定的《動員戡亂時期臨時條款》，中華民國政府稱第二次国共内战為「動員戡亂」。前後曾經公布三辦法以規範在政府實際管轄領土（自由地區；包含臺灣、澎湖、金門、馬祖等）舉行包含國民大會代表、立法委員及監察委員等三種國會議員（中央公職人員、中央民意代表）之選舉。
- 《動員戡亂時期自由地區中央公職人員增選補選辦法》，1969年（民國58年）3月27日由第四任總統蔣中正公布。1972年（民國61年）隨新辦法公布而不再選舉。
- 《動員戡亂時期自由地區增加中央民意代表名額選舉辦法》，1972年（民國61年）6月29日由第五任總統蔣中正公布。1980年（民國69年）隨新辦法公布而不再選舉。
- 《動員戡亂時期公職人員選舉罷免法》，1980年（民國69年）由第一屆立法院制定，將國會選舉法制化，該年5月14日由第六任總統蔣經國公布。
政府也因為選舉形式法制化而配合制定《動員戡亂時期自由地區增加中央民意代表名額修正辦法》。

以上法規均隨1991年（民國80年）5月1日第八任總統李登輝宣告動員戡亂時期終止而失效。而《動員戡亂時期公職人員選舉罷免法》則在母法廢止後修正改名為《公職人員選舉罷免法》成為今日之法規。1990年代臺灣民主化後，中華民國國會在臺灣全面改選。此後所有國會議員完全由臺灣人民選出，在臺灣定期改選成為常態，成為臺灣民主政治體制的一部份。

## 背景
1947年（民國36年）11月至1948年（民國37年）1月，國民政府於第二次国共内战持續進行中的狀態下，依照1946年通過之《中華民國憲法》舉行了第一屆中央民意代表選舉，包含國民大會代表直選、立法委員直選及監察委員間接選舉。1948年（民國37年）5月，新當選的第一屆國民大會代表在南京市召集第一次會議，並通過《動員戡亂時期臨時條款》以利政府進行作戰。
1949年（民國38年）12月，中華民國政府因第二次国共内战中之不利形勢，宣佈將政府遷往其甫於1945年第二次世界大战後代表盟軍自日本佔領領土臺灣的首府臺北市。進入1950年代後戰事漸歇，中國國民黨領導的中華民國政府與中国共产党領導的中華人民共和國政府隔台灣海峽兩岸分治的格局型成。政府遷臺後，因實際控制領土縮小以及分治局勢的持久化，使憲法諸多規定產生窒礙難行之處。中華民國總統蔣中正與中國國民黨控制的政府以內戰和戡亂等理由，使用「憲法有關中央民意代表之任期一律延長至大陸光復地區次第辦理中央民意代表之選舉為止」等臨時條款條文，無限延續隨政府來臺的國會議員之任期。另有不少國會議員因支持中国共产党而選擇留在中国大陆加入新成立的中华人民共和国政權。
| 機關     | 選舉日期                     | 民意代表           | 法定名額 | 實際選出人數 | 1948年南京報到人數 | 1950年代臺北報到人數 |
| -------- | ---------------------------- | ------------------ | -------- | ------------ | ------------------ | -------------------- |
| 國民大會 | 1947年11月21－1947年11月23日 | 第一屆國民大會代表 | 3,045    | 2,961        | 2,878              | 1,578                |
| 立法院   | 1948年1月21日－1948年1月23日 | 第一屆立法委員     | 773      | 759          | 754                | 557                  |
| 監察院   | 1947年12月7日－1948年1月10日 | 第一屆監察委員     | 223      | 180          | 178                | 104                  |

1969年（民國58年），政府遷臺已屆20年，許多未改選之中央民意代表年事已高難以視事，且原有之候補名單已經出現補完仍缺額之情況。為了符合「民主」、「行憲」表象，又不影響代表全中國之「法統」，以蔣中正主導的中華民國政府，決定以「自由地區人口增加」為由，在臺灣對國會議員進行有限度的增選。為此，除了由第一屆國民大會第四次會議修訂《動員戡亂時期臨時條款》外，也由第四任總統蔣中正直接發布《動員戡亂時期自由地區中央公職人員增選補選辦法》來作為改選臺澎金馬所佔的國會議員員額的相關子法。以立法委員為例，《中華民國憲法》條文中，三百萬人選出五名立法委員、超過三百萬人每增加一百萬人增加一人的原則來核算，當時人口約1400萬的臺澎金馬，共需增補選11名立法委員。改選幅度僅為原來773名的1.47%。

## 內容
《動員戡亂時期自由地區中央公職人員增選補選辦法》與《動員戡亂時期自由地區增加中央民意代表名額選舉辦法》均含通則、增選之名額、選舉人、候選人、選舉機關、選舉程序、選舉訴訟、附則共9章。而其後的《動員戡亂時期公職人員選舉罷免法》規範則更完善，並將地方選舉納入規範。各辦法主要共同內容為：
- 選舉適用範圍為自由地區（包含臺灣、澎湖、金門、馬祖）的中央民意代表（包含國民大會代表、立法委員及監察委員）。
- 選舉人須為中華民國國民、設籍於自由地區之選舉區、年滿20歲。
- 候選人須為中華民國國民、設籍於自由地區之選舉區、高級中學以上學歷、年滿23歲（國民大會代表及立法委員）或35歲（監察委員）。
- 辦理選務機關由中央政府成立「選舉總事務所」（後成為中央選舉委員會），並在地方視需要設立選舉事務所（選舉委員會）。
- 國民大會代表及立法委員之選舉方式為普通、平等、直接與無記名單記投票法；監察委員之選舉方式為間接選舉以無記名單記投票法。
- 當選人與1947年至1948年間選出之第一屆中央民意代表共同行使職權。

各辦法主要差異為：
- 選舉名額之計算方式：增選補選之名額依照《中華民國憲法》內之相關條文核算，減去原1947年至1948年間選出之名額；而增額選舉之名額則另列於辦法中。
- 當選後之任期：增選補選當選人之任期同1947年至1948年間選出者，增額選舉當選人之任期依照《中華民國憲法》內之規定為六年（國民大會代表及監察委員）或三年（立法委員）。

## 實施
《動員戡亂時期自由地區中央公職人員增選補選辦法》公布後經過核算，中華民國自由地區須要增補選15名國民大會代表（臺灣省臺北縣、彰化縣、宜蘭縣、苗栗縣、臺南縣、基隆市各1名；直轄市臺北市2名；另外7名經由特殊選舉選出）、增選11名立法委員（臺灣省7名、臺北市4名）及增選2名監察委員（皆為臺北市）1969年（民國58年）12月20日，辦法公告的同年年底，中華民國自由地區舉行增補選國民大會代表與增選立法委員的選舉，順利選出8名區域國民大會代表與11名立法委員。立法委員方面，自由地區選舉人數6,694,978，投票人數3,682,357，投票率約55%。隨後12月29日，甫改制直轄市兩年之臺北市也經由市議會選出2名自由地區增選監察委員。
1972年（民國61年），中華民國政府受到前一年中華民國退出聯合國，在聯合國席位由中华人民共和国取代等事件之影響，故對臺灣本土政治改革的訴求予以有限度之回應，也加強標榜其「民主」、「行憲」表象。第一屆國民大會第五次會議修正《動員戡亂時期臨時條款》以「在自由地區增加中央民意代表名額，定期選舉」，並依其母法由第五任總統蔣中正公佈《動員戡亂時期自由地區增加中央民意代表名額選舉辦法》。後者所公示的改進辦法，通常稱為「增額民代」，與之前的「增選民代」做出區別。新辦法中的應選名額數，國民大會代表從15名增加至53名、立法委員從11名增加至51名、監察委員從2名增加至15名。但增額民意代表改為定期改選制，其任期與憲法法定任期相同，國民大會代表六年、立法委員三年、監察委員六年。但在1947年至1948年間選出之第一屆民意代表以及1969年選出之增選民意代表維持不改選。新辦法公佈後，於12月23日辦理了第一次增額國民大會代表與立法委員選舉；並於次年2月15日辦理第一次增額監察委員選舉。
| 機關     | 選舉日期                      | 選舉日期                            | 選舉日期                        | 選舉日期                            | 選舉日期                        | 選舉日期                            | 選舉日期                         | 參照  |
| 機關     | 1969年12月20日                | 1972年12月23日                      | 1975年12月20日                  | 1980年12月6日                       | 1983年12月3日                   | 1986年12月6日                       | 1989年12月2日                    | 參照  |
| -------- | ----------------------------- | ----------------------------------- | ------------------------------- | ----------------------------------- | ------------------------------- | ----------------------------------- | -------------------------------- | ----- |
| 國民大會 | 增選選舉 （國民大會代表15人） | 第一次增額選舉 （國民大會代表53人） | 無                              | 第二次增額選舉 （國民大會代表76人） | 無                              | 第三次增額選舉 （國民大會代表84人） | 無                               | [ 1 ] |
| 立法院   | 增選選舉 （立法委員11人）     | 第一次增額選舉 （立法委員51人）     | 第二次增額選舉 （立法委員52人） | 第三次增額選舉 （立法委員97人）     | 第四次增額選舉 （立法委員98人） | 第五次增額選舉 （立法委員100人）    | 第六次增額選舉 （立法委員130人） | [ 2 ] |
| 機關     | 1969年12月29日                | 1973年2月15日                       | －                              | 1980年12月29日                      | －                              | 1987年1月10日                       | －                               | 參照  |
| 監察院   | 增選選舉 （監察委員2人）      | 第一次增額選舉 （監察委員15人）     | 無                              | 第二次增額選舉 （監察委員32人）     | 無                              | 第三次增額選舉 （監察委員32人）     | 無                               | [ 3 ] |

1975年（民國64年）辦理第二次增額立法委員選舉後，原訂三種中央民意代表的下一期增額選舉應於1978年（民國67年）舉行。但因為當時中華民國與美國斷交，美国承認中华人民共和国與其他國內外局勢。時第六任總統蔣經國以總統令延後選舉。1972年選出之第一次增額國民大會代表、1975年選出之第二次增額立法委員與1973年選出之第一次增額監察委員均繼續留任。
1980年（民國69年），因國內外局勢緩和，蔣經國總統決定繼續進行增額中央民意代表改選，並主導由第一屆立法院制定《動員戡亂時期公職人員選舉罷免法》將選舉舉行之細節法制化，而政府修正後之《動員戡亂時期自由地區增加中央民意代表名額修正辦法》僅對選舉名額做出規定。值得注意的是，歷經與美國斷交後，蔣經國與中國國民黨主導的中華民國政府深切警戒到其政權在國際上之孤立，故在國內施政上更大程度與訴求臺灣民主化的黨外運動與臺灣本土化運動妥協，1980年代以後增額中央民意代表之應選名額均大幅增加。惟因為無法全面改選中華民國國會的事實，這些全世界獨一無二，無法類比的「戡亂系列」的憲法法律，於本質上呈現「嚴重變形變質，民主憲政有名無實」的現況。
| 機關     | 選舉           | 臺北市 | 高雄市 | 臺灣省 | 福建省 | 山胞     | 職業團體 | 婦女團體 | 僑胞     | 總計 | 當選者任期                   |
| -------- | -------------- | ------ | ------ | ------ | ------ | -------- | -------- | -------- | -------- | ---- | ---------------------------- |
| 國民大會 | 增選選舉       | 2      | 6      | 6      | 0      | 0        | 5        | 2        | 無此選區 | 15   | 1970年1月1日－1991年12月31日 |
| 國民大會 | 第一次增額選舉 | 4      | 30     | 30     | 2      | 2        | 10       | 5        | 無此選區 | 53   | 1973年2月1日－1981年1月31日  |
| 國民大會 | 第二次增額選舉 | 7      | 3      | 39     | 2      | 2        | 16       | 7        | 無此選區 | 76   | 1981年2月1日－1987年1月31日  |
| 國民大會 | 第三次增額選舉 | 8      | 4      | 45     | 2      | 2        | 16       | 7        | 無此選區 | 84   | 1987年2月1日－1993年1月31日  |
|          |                |        |        |        |        |          |          |          |          |      |                              |
| 立法院   | 增選選舉       | 4      | 7      | 7      | 0      | 0        | 0        | 無此選區 | 0        | 11   | 1970年1月1日－1991年12月31日 |
| 立法院   | 第一次增額選舉 | 5      | 21     | 21     | 1      | 1        | 8        | 無此選區 | 15       | 51   | 1973年2月1日－1976年1月31日  |
| 立法院   | 第二次增額選舉 | 5      | 22     | 22     | 1      | 1        | 8        | 無此選區 | 15       | 52   | 1976年2月1日－1981年1月31日  |
| 立法院   | 第三次增額選舉 | 8      | 5      | 38     | 1      | 2        | 16       | 無此選區 | 27       | 97   | 1981年2月1日－1984年1月31日  |
| 立法院   | 第四次增額選舉 | 8      | 5      | 39     | 1      | 2        | 16       | 無此選區 | 27       | 98   | 1984年2月1日－1987年1月31日  |
| 立法院   | 第五次增額選舉 | 8      | 5      | 41     | 1      | 2        | 16       | 無此選區 | 27       | 100  | 1987年2月1日－1990年1月31日  |
| 立法院   | 第六次增額選舉 | 12     | 8      | 48     | 1      | 4        | 18       | 無此選區 | 29       | 130  | 1990年2月1日－1993年1月31日  |
|          |                |        |        |        |        |          |          |          |          |      |                              |
| 監察院   | 增選選舉       | 2      | 0      | 0      | 0      | 無此選區 | 無此選區 | 無此選區 | 0        | 2    | 1970年1月1日－1991年12月31日 |
| 監察院   | 第一次增額選舉 | 3      | 7      | 7      | 0      | 無此選區 | 無此選區 | 無此選區 | 5        | 15   | 1973年3月1日－1981年1月31日  |
| 監察院   | 第二次增額選舉 | 5      | 5      | 12     | 0      | 無此選區 | 無此選區 | 無此選區 | 10       | 32   | 1981年2月1日－1987年1月31日  |
| 監察院   | 第三次增額選舉 | 5      | 5      | 12     | 0      | 無此選區 | 無此選區 | 無此選區 | 10       | 32   | 1987年2月1日－1993年1月31日  |

- 高雄市原為臺灣省之省轄市，1979年（民國68年）始設直轄市，席次另行計算。

## 國會全面改選
1988年（民國77年），蔣經國逝世後，繼任總統的李登輝主導中華民國政府推行臺灣民主化。1991年（民國80年）4月，第八任總統李登輝召集第一屆國民大會第二次臨時會，廢止《動員戡亂時期臨時條款》，並制定含有國會在臺灣全面改選相關規定的《中華民國憲法增修條文》。兩項決議1991年（民國80年）5月1日由李登輝總統公佈生效。因母法廢止，規範動員戡亂時期自由地區中央民意代表選舉的法規連同多數戡亂系列法律相繼失效，看守狀態的第一屆立法院再次修正《動員戡亂時期公職人員選舉罷免法》，更名為《公職人員選舉罷免法》並新增訂相關選舉法條做為民主化後國會選舉之基礎。
1991年（民國80年）12月31日，1947年至1948年間選出之與1969年選出的資深中央民意代表退職，「萬年國會」結束。而1986年選出的第三次增額國民大會代表、1989年選出的第六次增額立法委員與1987年選出的第三次增額監察委員則依照原法定任期繼續行使職權至1993年（民國82年）1月31日。1993年2月1日，中華民國國會完成過渡至全面改選後完全由自由地區選出的第二屆國會。